# 122555 Aunon-Chancellor
122555 Aunon-Chancellor este o planetă minoră (asteroid), cu un diametru de 1,426 km, din centura de asteroizi. A fost descoperită pe 28 august 2000 la Observatorio de Cerro Tololo⁠(d) de Marc Buie⁠(d). 
Obiectul prezintă o orbită caracterizată de o semiaxă mare de 2,3570466982804 UAi, o excentricitate de 0,16906868659004, o înclinație de 6,5069633479007 ° în raport cu ecliptica.